# كارين بيرس
كارين بيرس (بالإنجليزية: Karen Pierce)‏ هي دبلوماسية بريطانية، ولدت في 23 سبتمبر 1959.